# Pseudotectoribates subsimilis
Pseudotectoribates subsimilis är en kvalsterart som först beskrevs av Mihelcic 1956.  Pseudotectoribates subsimilis ingår i släktet Pseudotectoribates och familjen Oribatellidae. Inga underarter finns listade i Catalogue of Life.